# Aeropuerto Internacional de Ilorin
El Aeropuerto Internacional de Ilorin (IATA: ILR, OACI: DNIL) es un aeropuerto que da servicio a Ilorin, ciudad de Nigeria.

## Aerolíneas y destinos
- Arik Air (Abuya)
- Overland Airways (Abuya, Lagos, Minna, Ibadan)